# Caso Tutti Frutti

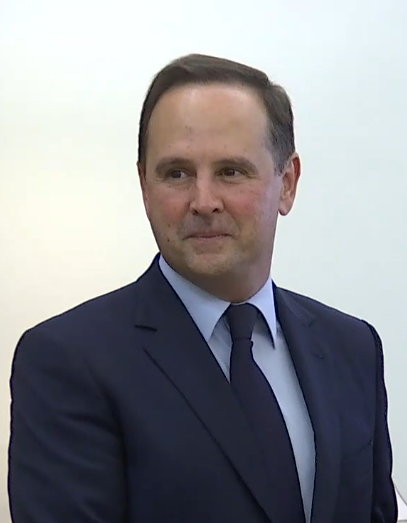
Fernando Medina, Ministro das Finanças de Portugal

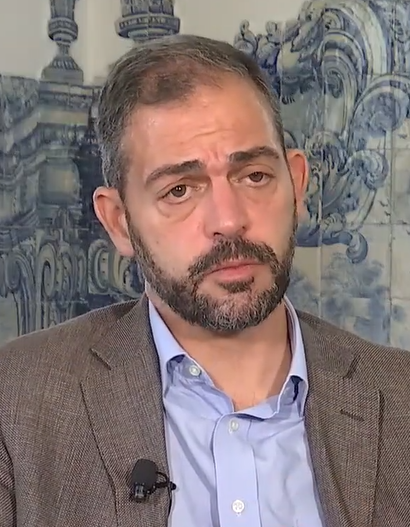
Duarte Cordeiro, Ministro do Ambiente e Ação Climática de Portugal

O chamado Caso Tutti Frutti ou "Operação Tutti-Frutti" é uma investigação e escândalo político ocorrido em Portugal, espoletada em 2015 através de uma denúncia anónima no portal informático das queixas da Procuradoria-Geral da República (PGR) que mais tarde tornou público o tráfico de influências entre membros e executivos do PS e do PSD na preparação das listas para eleições autárquicas portuguesas de 2017, "financiamento partidário, esquemas com quotas de militantes, assessorias sem trabalho pagas com dinheiros públicos e outros negócios suspeitos de (ex ou futuros) deputados" . Entre os principais envolvidos estão o social-democrata Carlos Eduardo Reis, conselheiro nacional do PSD e ex-presidente da JSD de Braga  e gerente da empresa Amibigol, Sérgio Azevedo, ex-deputado social democrata da Assembleia da República e Luís Newton, presidente da concelhia de Lisboa do PSD e da Junta de Freguesia da Estrela.    
Luís Newton foi ainda implicado segundo notícias de 2023 numa recente ao mais importante traficante de estupefacientes em Lisboa. Mais recentemente também foram implicados no processo Fernando Medina, enquanto antigo presidente da Câmara de Lisboa e o Ministro do Ambiente Duarte Cordeiro. André Ventura, agora presidente do partido Chega e na altura vereador pelo PSD na Câmara de Loures, também é mencionado no processo e foram feitas buscas no seu gabinete.  
O Ministério Público assume formalmente suspeitas por vários crimes, avançados pela TVI e pela CNN Portugal. Foi anunciado no final de 2023 que no início de 2024 novas pessoas serão constituídas arguidas. 

## Investigação
Os alegados atos de corrupção envolvem a alegada participação económica em negócios bem como o financiamento de partidos, prevaricação de titular de cargo político, tráfico de influências e abuso de poder. 
Uma reportagem do canal TVI divulgada em 2023 em três partes    refere que Sérgio Azevedo é visto pelo MP como  a "cabeça do polvo" e divulgou várias escutas que constam no processo ainda em curso. Nestas Sérgio Azevedo é referido da seguinte forma: “tem de fatiar pela malta (…)  [Sérgio] foi o que recebeu mais até agora em comparação pelos outros”. 
Através de dezenas de escutas telefónicas bem como centenas de e-mails apreendidos a Fernando Medina “com relevância criminal”, segundo a TVI, reforçaram-se os indícios da Polícia Judiciária e da procuradora Andrea Marques em relação aos casos sob investigação, onde Duarte Cordeiro, Ministro do Ambiente incumbente – número 2 de Fernando Medina na Câmara de Lisboa – é considerado suspeito. Os “acordos políticos entre Sérgio Azevedo (do PSD), Duarte Cordeiro e Medina (do PS) para a colocação de pessoas em lugares para avenças e posições estratégicas”, em 2017.  
Posteriormente, a magistrada do Ministério Público avança que a “emissão de faturas falsas e acordos com responsáveis do PS para adjudicação de contratos públicos a empresas violando a transparência, integridade, zelo e boa gestão dos dinheiros públicos”. No processo Tutti Frutti, centenas de escutas e vigilâncias põem a nu alegados esquemas de um bloco central de interesses entre PS e PSD. Um pacto de regime descrito pela PJ num caso que começou por autarcas e altos responsáveis laranjas, mas que se estendeu à cúpula socialista na Câmara de Lisboa, em 2017. Em causa a distribuição de dezenas de avenças para trabalhos fictícios e negócios de milhões celebrados com empresas de amigos em ajustes diretos. Estes esquemas só eram possíveis pelo controlo de determinadas juntas de freguesia da Capital – umas do PSD, como a Estrela, Santo António ou Areeiro; e outras do PS. 
Segundo a tese da investigação, Fernando Medina terá feito um acordo secreto, ou pacto de não agressão, com responsáveis do PSD, seis meses antes das eleições, no sentido de apresentar “candidatos [menos bons]” , expressão derivada de uma escuta telefónica a Sérgio Azevedo, do PSD). Nesse processo, Sérgio Azevedo surge também a dizer ao telefone que ficou “a dever favores a Medina” pelos 200 mil euros que a Câmara deu ao Rugby do Belenenses, para a construção de um campo cuja adjudicação Azevedo queria entregar à empresa de um amigo, Carlos Eduardo Reis, hoje deputado do PSD.  